# Dům čp. 294 (Kamenický Šenov)
Dům čp. 294 v Havlíčkově ulici (dříve německy Kirchenstrasse) je budova s roubeným patrem v Kamenickém Šenově v okrese Česká Lípa v Libereckém kraji. Areál domu je doplněn kamennou opěrnou zdí s oplocením a s do ulice Havlíčkovy orientovanou branou vymezenou pískovcovými pilíři. Klasicistní prvky objektu se vyznačují precizním kamenickým zpracováním veškerých pískovcových detailů, a to jak zmíněných pilířů brány, tak i zdobného vstupního kamenného portálu. Patrová budova pocházející z roku 1810 je památkově chráněna od 20. ledna 1965.

## Historie

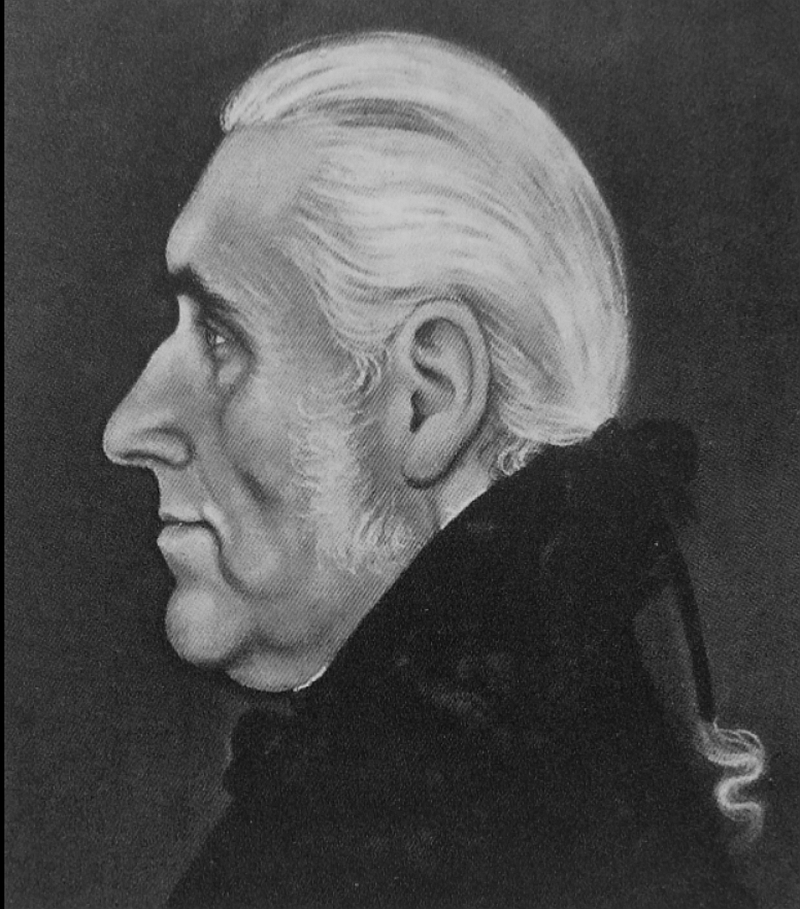
Johann Franz Vogel

- Sklářský obchodník a řádný německý občan (Johann) Franz Vogel (někdy uváděn jako Vogl; * 1737 nebo 1738 nebo 1739, Mistrovice – 11. března 1815, Kamenický Šenov)[p. 1] provozoval až do roku 1770 v Mistrovicích obchod se sklem a v roce 1770 přenesl svoje obchodní působení do Kamenického Šenova, protože zde bylo více pracovních sil a lepší možnosti zásobování. Franz Vogel koupil kolem roku 1772 v Kamenickém Šenově velký dům v Kamenické ulici (Kamnitzerstrasse) čp. 69, který si přizpůsobil malými úpravami pro účely svého podnikání. Obchodně se Franzi Vogelovi velice dařilo, byl za svého života čtyřikrát ženatý a měl se svými ženami celkem jedenáct dětí. Ještě za svého života nechal Franz Vogel postavit v roce 1810 dům čp. 294 v Havlíčkově ulici.[1]
- Po smrti Franze Vogela v roce 1815 připadl (od roku 1817) otcův dům v Kamenické ulici čp. 69 jeho synovi, obchodníku se sklem Franzovi Josefu Vogelovi.[1]
- Další syn Franze Vogela – Florian Ignaz Vogel (* 1770 nebo 1771–1853) mohl díky otcově penězům absolvovat studia ve Vídni a po nich nastoupil v rodinném podniku do funkce firemního obchodníka cestujícího po Itálii. V roce 1784 mu jeho otec Franz Vogel koupil v Kamenickém Šenově dům čp 128. Florian Vogel zůstal ale starým mládencem, a tak rodina Vogelů dům čp. 128 v roce 1798 zase prodala.[1]
- Florian Ignaz Vogel poté (v roce 1817) získal dům čp. 294 v Kirchenstrasse (Havlíčkově ulici) a nemovitost obýval prakticky až do své smrti (1853). Když byl v roce 1832 Kamenický Šenov postižen epidemií cholery a ve městě nastal akutní nedostatek lůžek, propůjčil svůj dům čp. 294 Florián Vogel pro obecní účely jako nouzový špitál pro nemocné nakažené cholerou a sám jej též jako pacient využil.[1] Po smrti svého bratra Franze Josefa Vogela získal Florian Ignaz Vogel dokonce i dům v Kamenické ulici čp. 69, kde provozoval sklářský obchod. Florianu Ignazu Vogelovi se ale v podnikání se sklem nedařilo, v roce 1847 musel honosnou nemovitost čp. 69 v Kamenické ulici odprodat a krátce nato rodinný Vogelův podnik zanikl.[1]
- V roce 1850 se stal majitelem domu čp. 294 v Kirchenstrasse (Havlíčkově ulici) Emanuel Conrath (* 14. února 1835) a v roce 1884 se vlastnicí nemovitosti stala Adele Conrath, která po sňatku s rafinérem skla Friedrichem Liebschem dům obývala se svým chotěm a svými potomky.[1]
- V roce 1925 přešlo vlastnictví objektu čp. 294 na mistra řezníka Emila Neumanna, který v domě (dle zápisků Harryho Palmeho) bydlel i v roce 1935.[1]
- Po sametové revoluci v roce 1993 koupil dům čp. 294 v Havlíčkově ulici Peter Rath, od roku 1994 až do roku 2008 v něm provozoval Sklářský ateliér Kamenický Šenov, Petr Rath s.r.o. (respektive Sklářský atelier s.r.o.)[1][8][p. 2]

## Popis
Památkově chráněný patrový městský obytný dům pocházející z roku 1810 je v přízemí omítaná zděná budova zastřešená mansardovou střechou krytou eternitem. Na kamenné přízemí objektu navazuje dřevěné poschodí, jehož roubená konstrukce byla původně natolik dobře spasována, že mezi trámy na vnějším obvodě nosné zdí nebyly patrny téměř žádné spáry. I přes tento fakt ale bylo postupem času dřevěné patro opatřeno na svém severním průčelí dodatečným svislým bedněním s krycími prkny. Tento objekt je ukázkou nádherných měšťanských domů porůznu stojících v centrální části Kamenického Šenova.

### Podélné průčelí

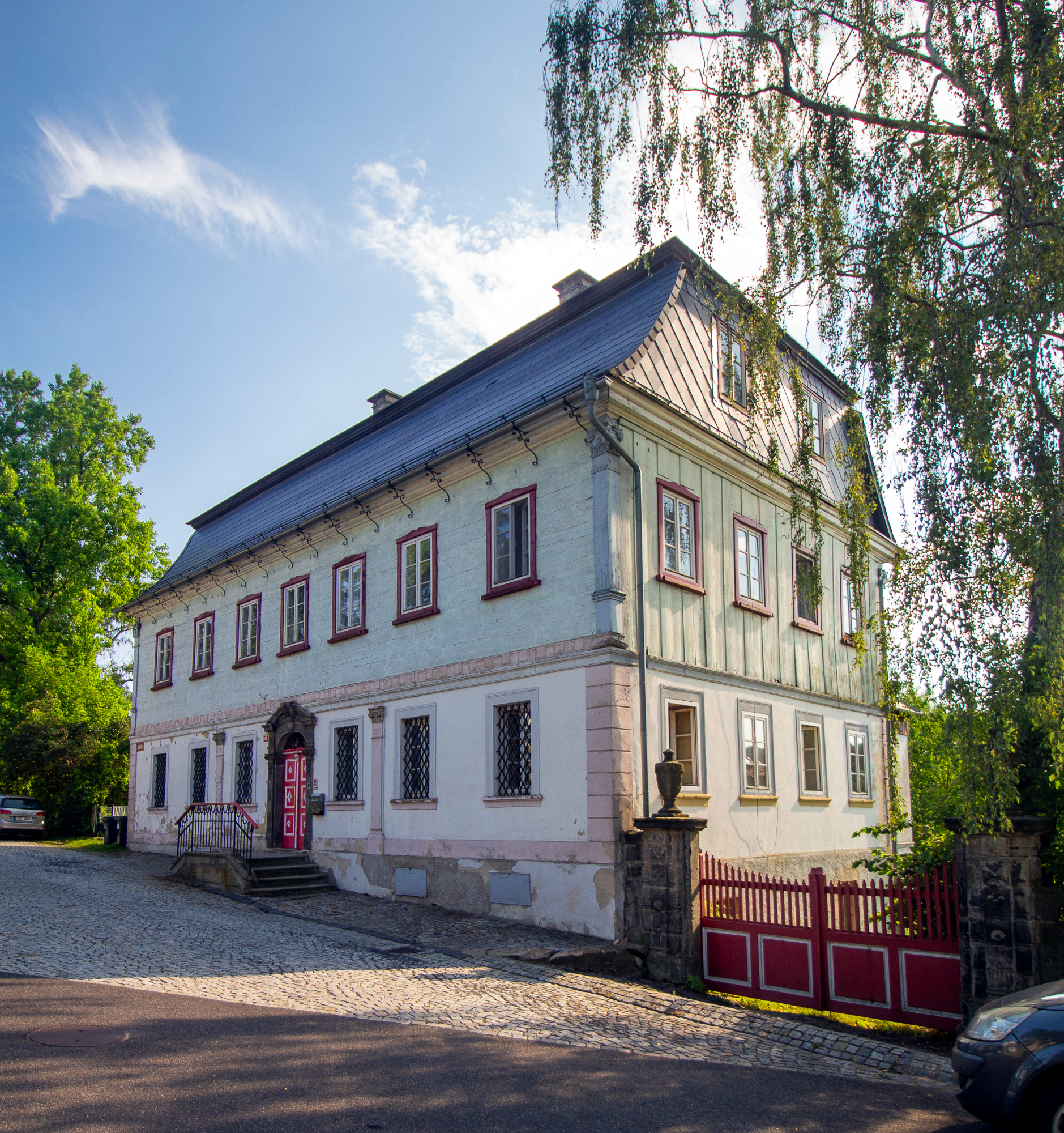

Podélné průčelí objektu (rovnoběžné s osou Havlíčkovy ulice) disponuje sedmi okenními osami. Obdélná okna v přízemí jsou chráněna dekorativními železnými mřížemi, mají profilované parapetní římsy a jejich okenní rámy jsou po obvodě dekorovány štukovými pásy. Na rozhraní přízemí a patra objektu se nachází okrasná profilovaná římsa, která se táhne okolo celého domu. Nad římsou je zubořez s motivem meandru. Okrasná mezipatrová římsa je na podélném průčelí domu opticky podepřena symetricky rozmístěnou dvojicí pilastrů. Tyto pilastry (ukončené na rozhraní přízemí a patra krásnými hlavicemi) se nacházejí napravo a nalevo od oken, které jsou nejblíže domovnímu vchodu. (Pilastry se tedy nacházejí mezi 2. a 3. a také mezi 5. a 6. okenní osou). Honosná centrální část vnější fasády domu ohraničená oběma pilastry obsahuje ve svém optickém středu masivní dvoukřídlé dřevěné domovní dveře. Všechna čtyři nároží objektu jsou v přízemí ozdobena nárožními pilastry, na které v patře navazují vkusně zdobené dřevěné rohové pilastry zakončené těsně pod střechou ozdobnými hlavicemi.

### Vchodová výzdoba
K domovním dveřím ve střední ose objektu stoupá nevysoké dvojramenné schodiště s několika málo schody a s jednoduchým železným zábradlím. Podle fotografie vstupních dveří z roku 1910 (a z roku 1934) byly schody původně vybaveny zdobným litinovým zábradlím. Domovní dveře v přízemí jsou obkrouženy masivním zdobným pískovcovým portálem. Jeho vertikálním základem jsou rostlinnými motivy ozdobené pilastry (levý a pravý) s výraznými hlavicemi. Mezi pilastry se nachází masivní půleliptické nadpraží (s plastikou kotvy ve svém nejvyšším středovém bodě) ozdobené ornamenty s věnci. Prostor mezi pískovcovou půlelipsou a horním vodorovným okrajem dřevěných domovních dveří je vyplněn dekorativní tepanou železnou mříží černé barvy. V klenáku nadpraží je nad reliéfem kotvy reliéf ptáka, který si rozdírá hruď, aby svou krví nakrmil mláďata. Podle některých výkladů se jedná o fénixe, ale nejspíše jde o pelikána (symbol Krista).

### Detaily domu a místa v areálu
Severní průčelí (pravá boční stěna domu) má zvýšené přízemí a disponuje čtyřmi okenními osami. Patro je svisle bedněné a štít byl původně pokryt břidlicí, dnes (rok 2023) je pobit eternitem. Jižní průčelí (levá boční stěna objektu) je také na zvýšeném přízemí, má také čtyři okenní osy, ale patro je bedněné podélně. Štít původně krytý břidlicí je nyní pobit eternitem.
Při pohledu z Havlíčkovy ulice navazuje z pravé strany (u severního průčelí) na dům brána uzavírající vjezd do dvora. Brána je ohraničena dvěma zdobenými pískovcovými sloupy, z nichž každý je ukončen profilovanou římsou. Na vrcholcích obou sloupů jsou mohutné ozdobné kamenné vázy.
Ve dvoře se původně nacházel relativně velký přístřešek (Remisengebäude). Jeho střecha přesahovala tak daleko do dvora, aby i za deště bylo možné zaopatřovat koně a udržovat povozy v suchu.

### Interiér
Popis vnitřní dispozice objektu je poplatný roku 1935, kdy jej zachytil Harry Palme.

#### Přízemí
K domovním dveřím (B) pro vstup z Havlíčkovy ulice vedlo dvouramenné krátké kamenné schodiště (A) s kovovým (litinovým) zábradlím. Dvoukřídlými dveřmi se vcházelo do prostorné vstupní předsíně (C), kde se, před dřevěným schodištěm (N) do patra, nalézal pískovcový portál s geometrickým dekorem. Ze vstupní předsíně (C) vedly nalevo dveře do čtvercové světnice (D), napravo pak do většího čtvercového pokoje (F) a na protilehlé straně od stěny s vchodovými dveřmi byla další dvojice dveří. Jedny vedly do kuchyně (J) a druhé pak do chodby (CH), kterou se vstupovalo do menších obdélných pokojů (G) a (H). Všechny tři pokoje (F), (G) a (H) v pravé části domu byly opatřeny klenbou, mezi velkým pokojem (F) a sousedním menším pokojem (G) byly spojovací dveře. V levé části domu byly spojovacími dveřmi obdobně propojeny světnice (D) s přilehlou světničkou (E), která měla ve své boční obvodové stěně dveře (Z) navazující na schody ústící do dvora (resp. zahrady). Z chodby (CH) vedly dveře do zadní chodby (K) domu. Tato chodba (K) byla prosvětlena dvojicí oken (do dvora resp. zahrady) a v levé části byl odsud vstup do skladiště (L) a napravo se pak nalézaly toalety (M). Dřevěným schodištěm (N) v centrální části objektu bylo možno vystoupat do  horní předsíně (O) v patře domu.

#### Patro
Po dřevěných schodech (N) bylo možno vystoupat z chodby (CH) ve zděném přízemí do horní předsíně (O) roubeného patra. Centrální horní předsíň (O) umožňovala vstup jednak do pokoje (P) a do pokoje (R), ale též do místnosti (T) ve tvaru písmene „L“. Další nárožní místnosti (Q) a (S) s okny do Havlíčkovy ulice byly z horní předsíně (O) dostupné „nepřímo“. Pokoj (Q) byl „průchozím“ mezi místnostmi (R) a (P). Pokoj (S) byl „průchozím“ mezi místnostmi (P) a (T). Pokud bychom uvažovali průchodnost mezi pokoji v dřevěném patře, tak vlastně byl i centrální pokoj (P) průchozí, neboť existovala obousměrná průchozí trasa z pokoje (R) přes místnosti (Q), (P) a (S) až do místnosti (T). Z horní předsíně (O) se vstupovalo přes chodbu (U) na toaletu (M) umístěnou na konci chodby (U). Z místnosti (T) ve tvaru písmene „L“ vedlo dřevěné schodiště (V) vzhůru do podkroví domu.

#### Suterén
Z přízemí domu pod hlavním schodištěm (N) se nacházely schody vedoucí do sklepních prostor (W) objektu. Tady se (v pravé polovině suterénu domu) nacházely jednotlivé sklepy (X1, X2, X3 a X4) užívané pro různé účely v domácnosti. Ze sklepní místnosti (W) vedla chodba (K1) ke stáji (Y), která byla spojena samostatnými dveřmi se dvorem. Vedle stáje (směrem do středu levé sklepní části domu) se nacházela kuchyně – místnost (Z).

Vnitřní členění objektu (stav kolem roku 1935)
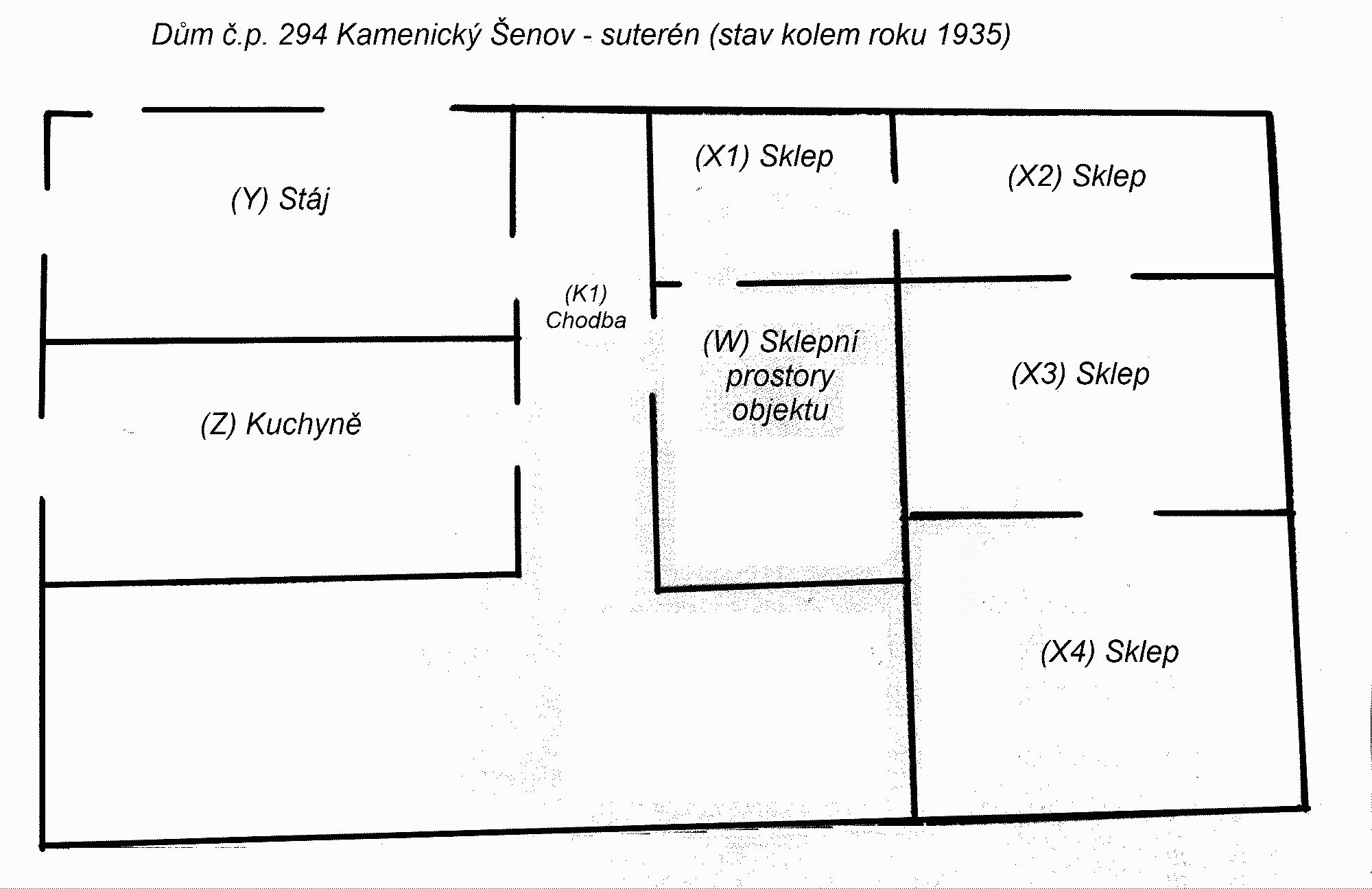
Suterén domu
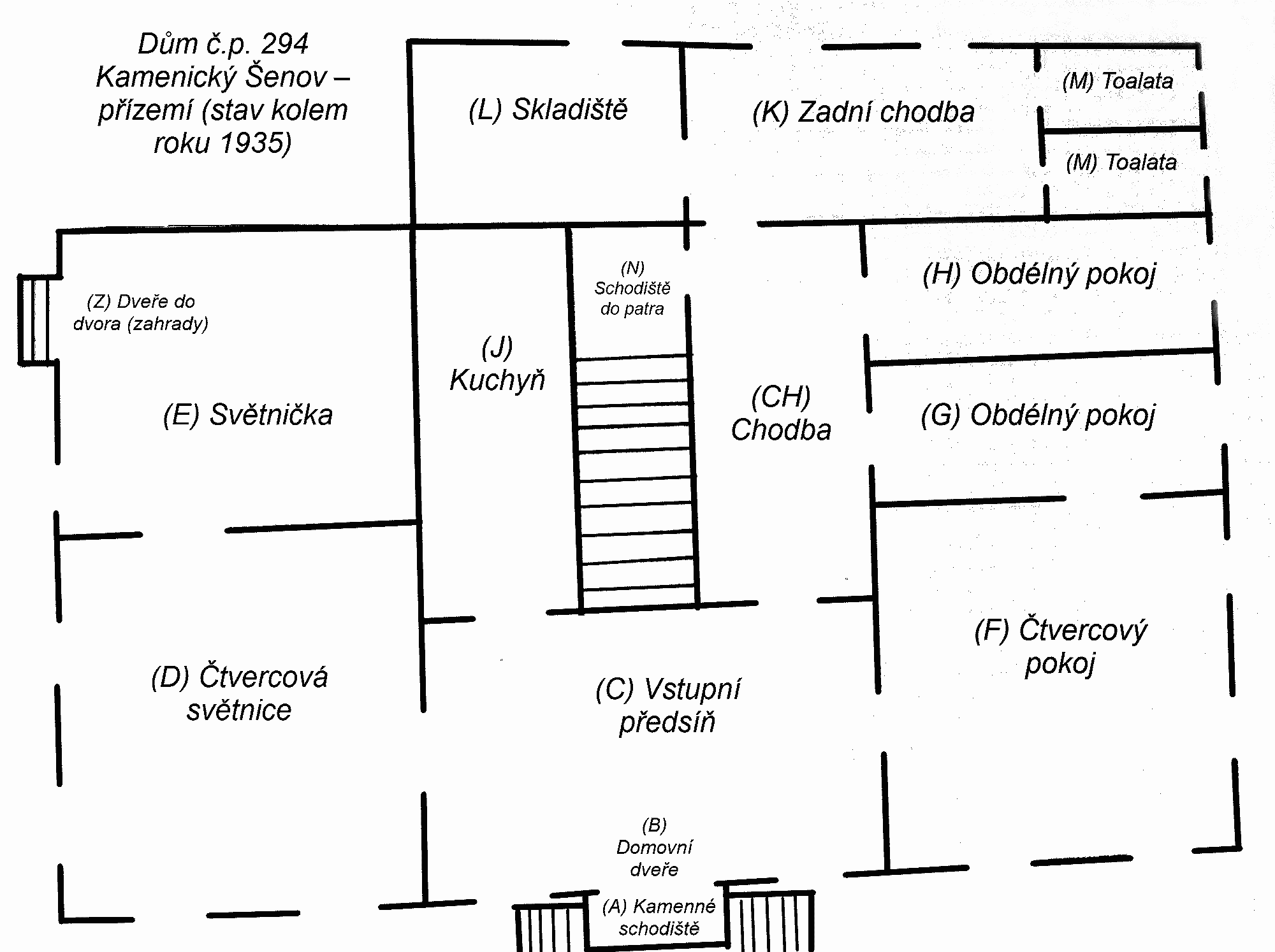
Zděné přízemí domu
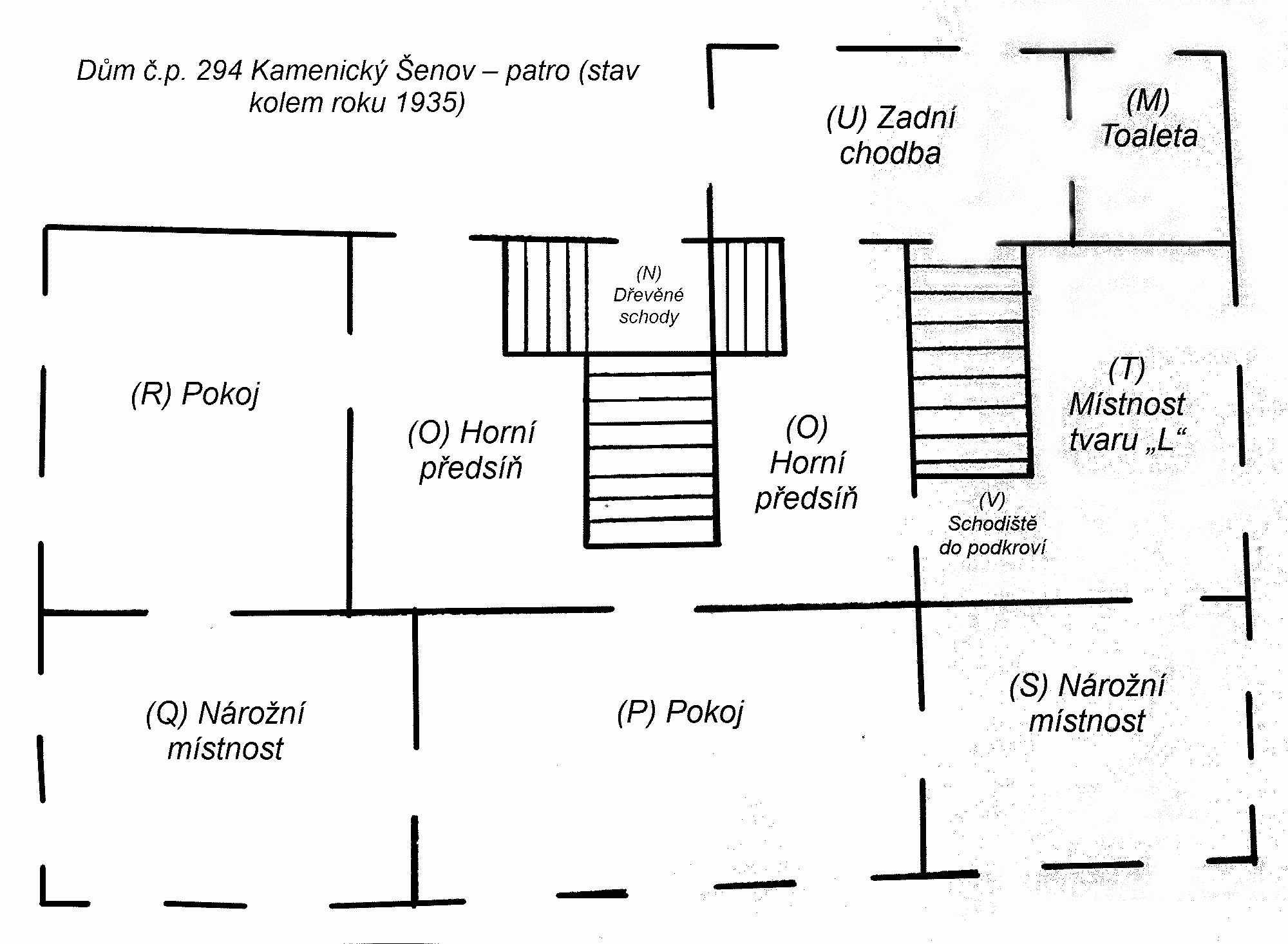
Dřevěné patro domu

## Galerie

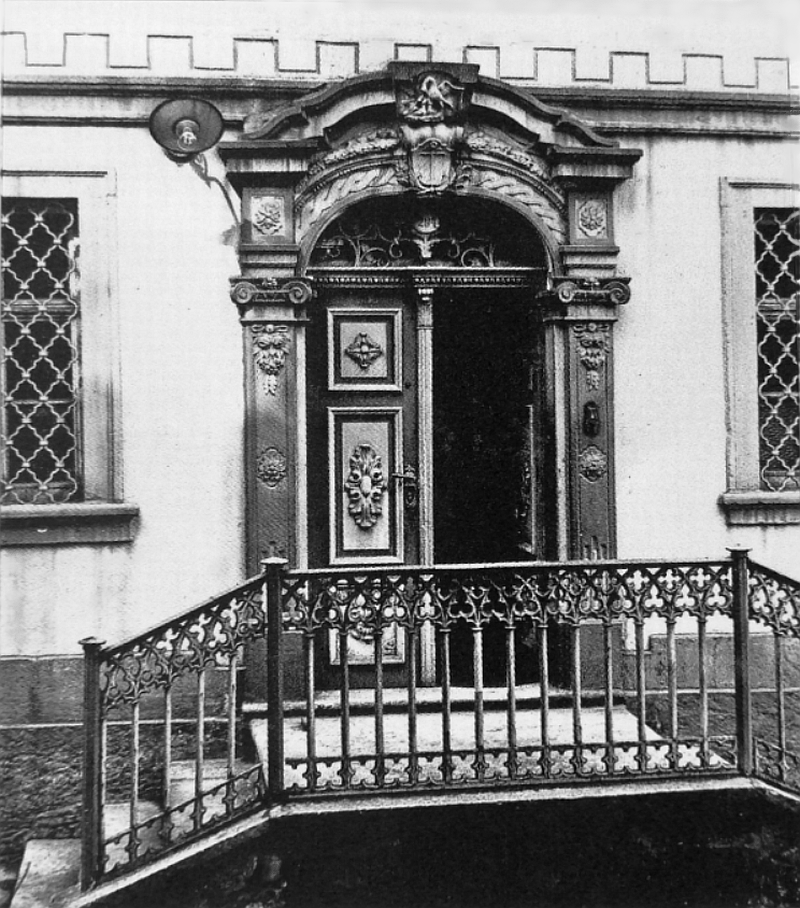
Vstupní dveře z ulice Kirchenstrasse s pískovcovým portálem (rok 1910)
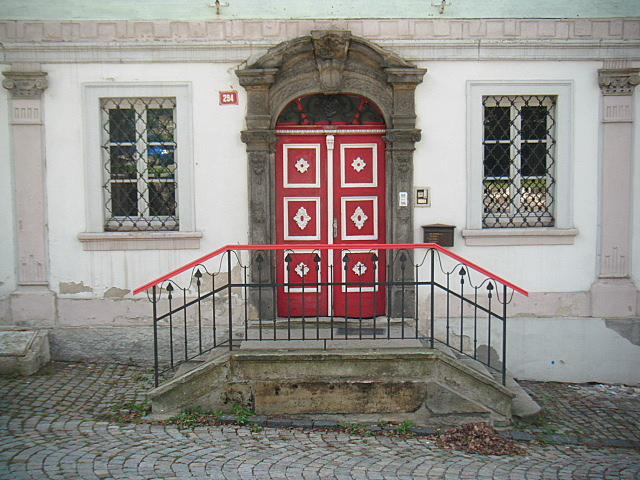
Vstupní dveře, portál, dvojice oken ohraničených pilastry (rok 2013)
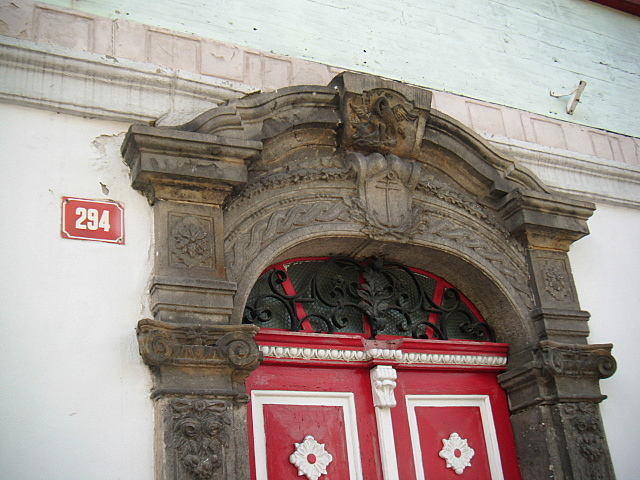
Detail pískovcového portálu nad vstupními dveřmi (rok 2013)
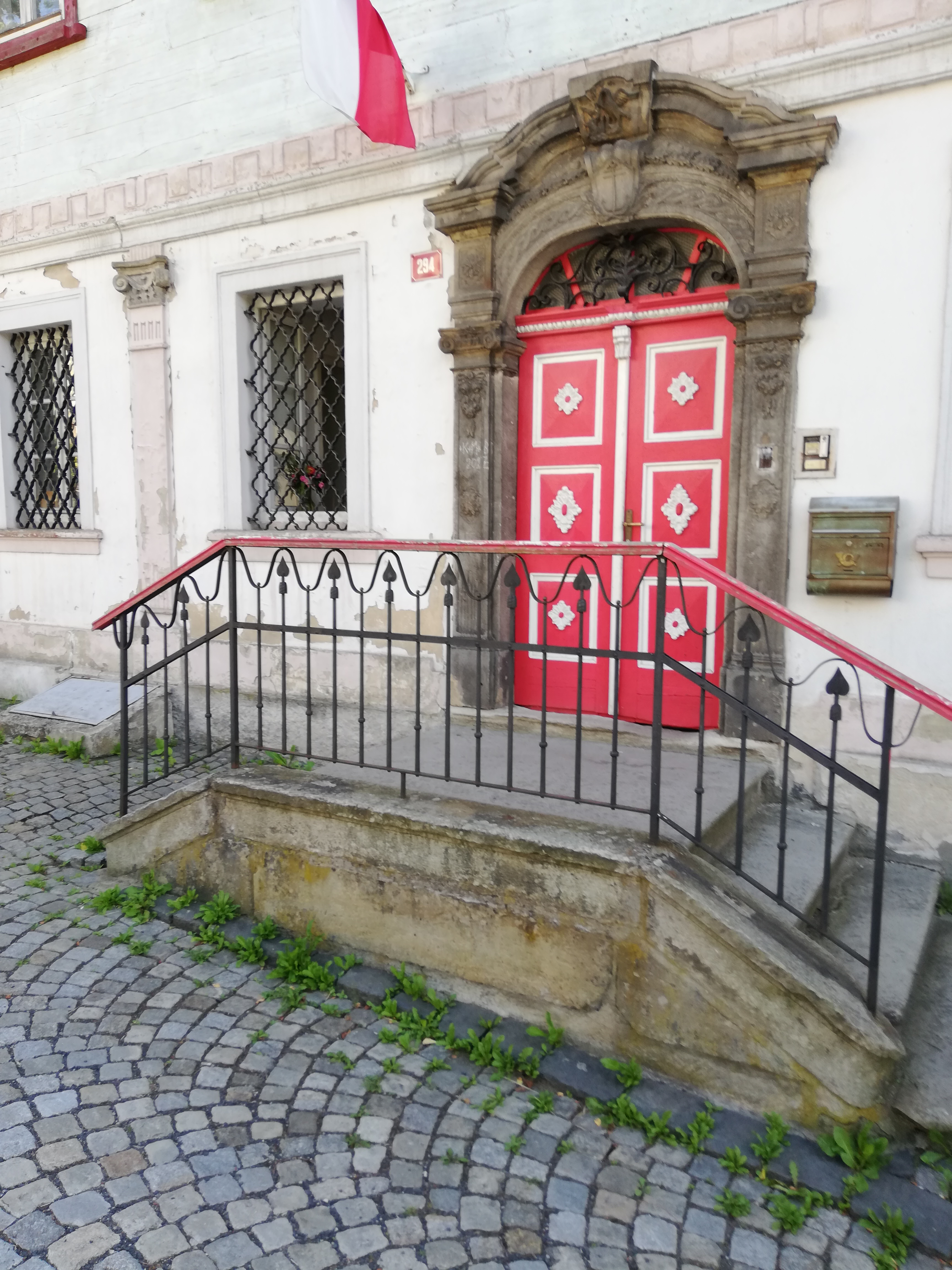
Vstupní dveře z Havlíčkovy ulice (rok 2022)
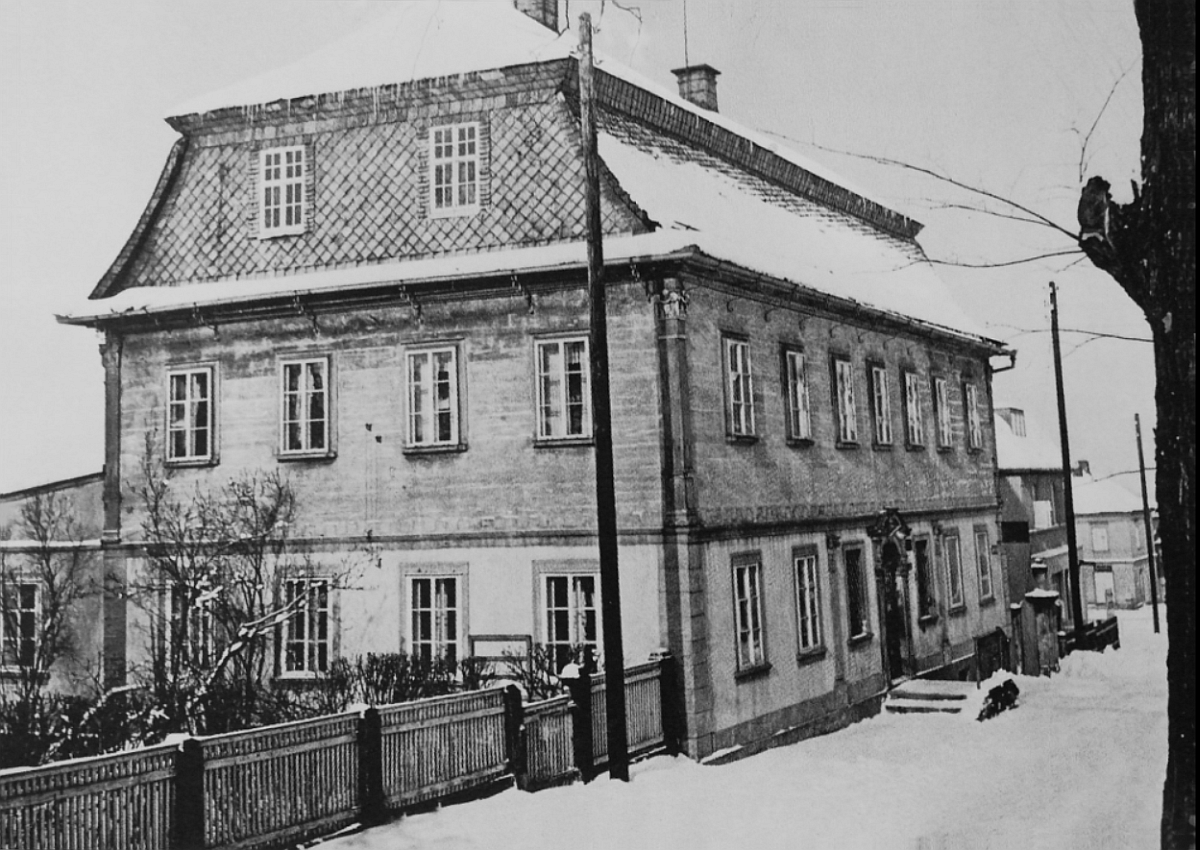
Dobová fotografie domu a jeho jižního průčelí (rok 1934)
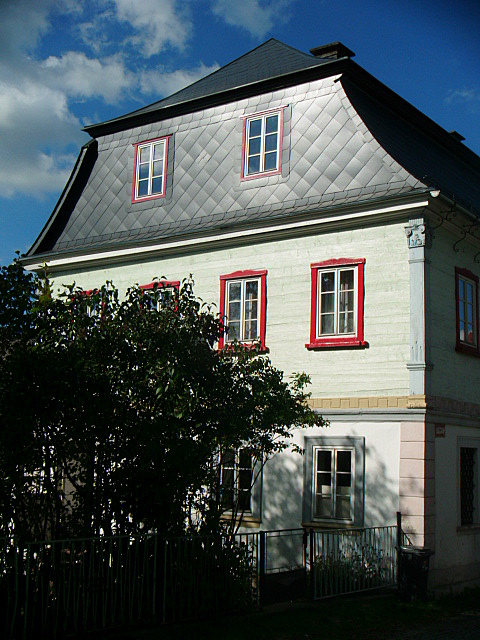
Fotografie jižního průčelí objektu (rok 2013)
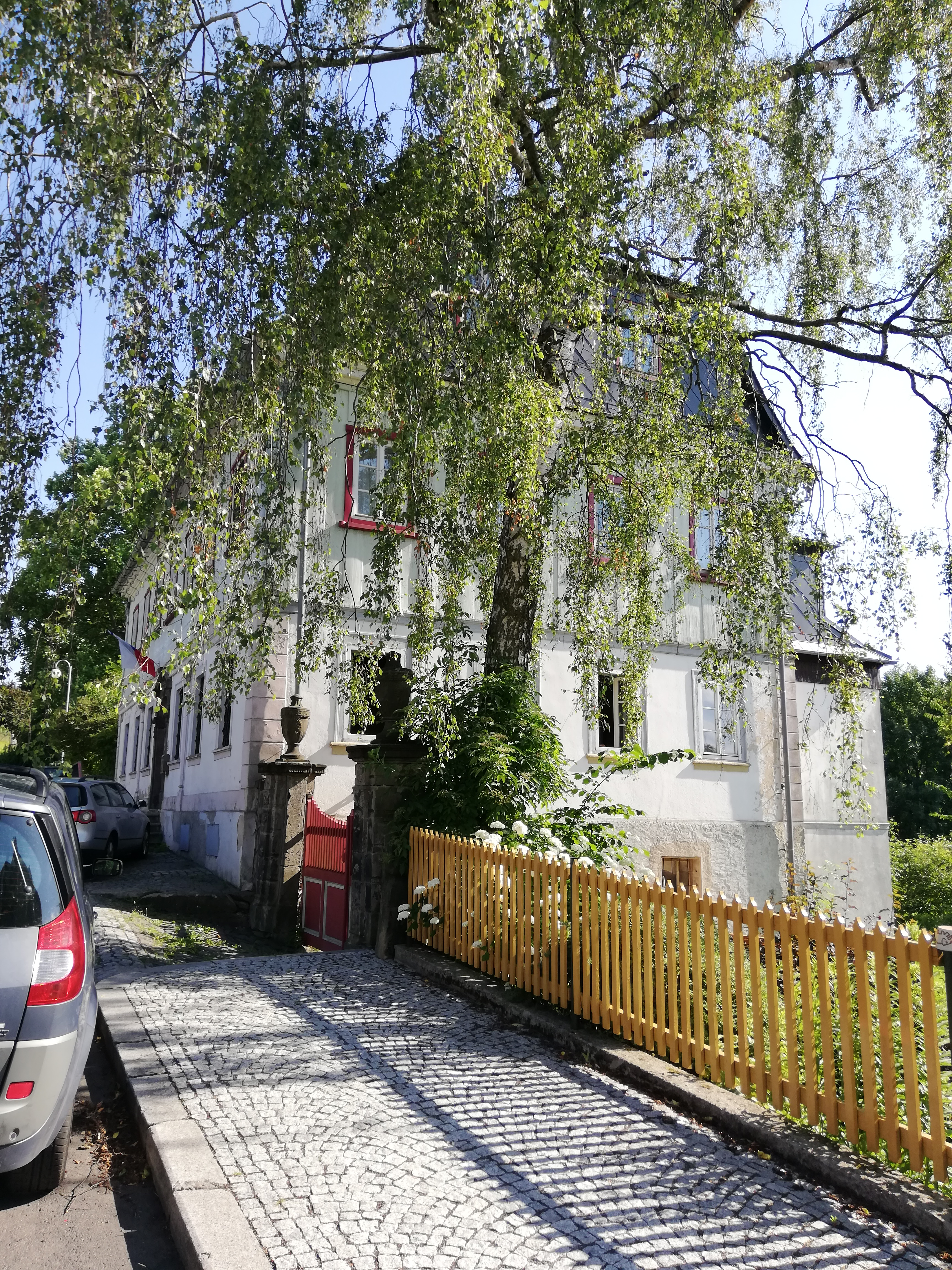
Fotografie severního průčelí objektu s bránou v popředí (rok 2022)
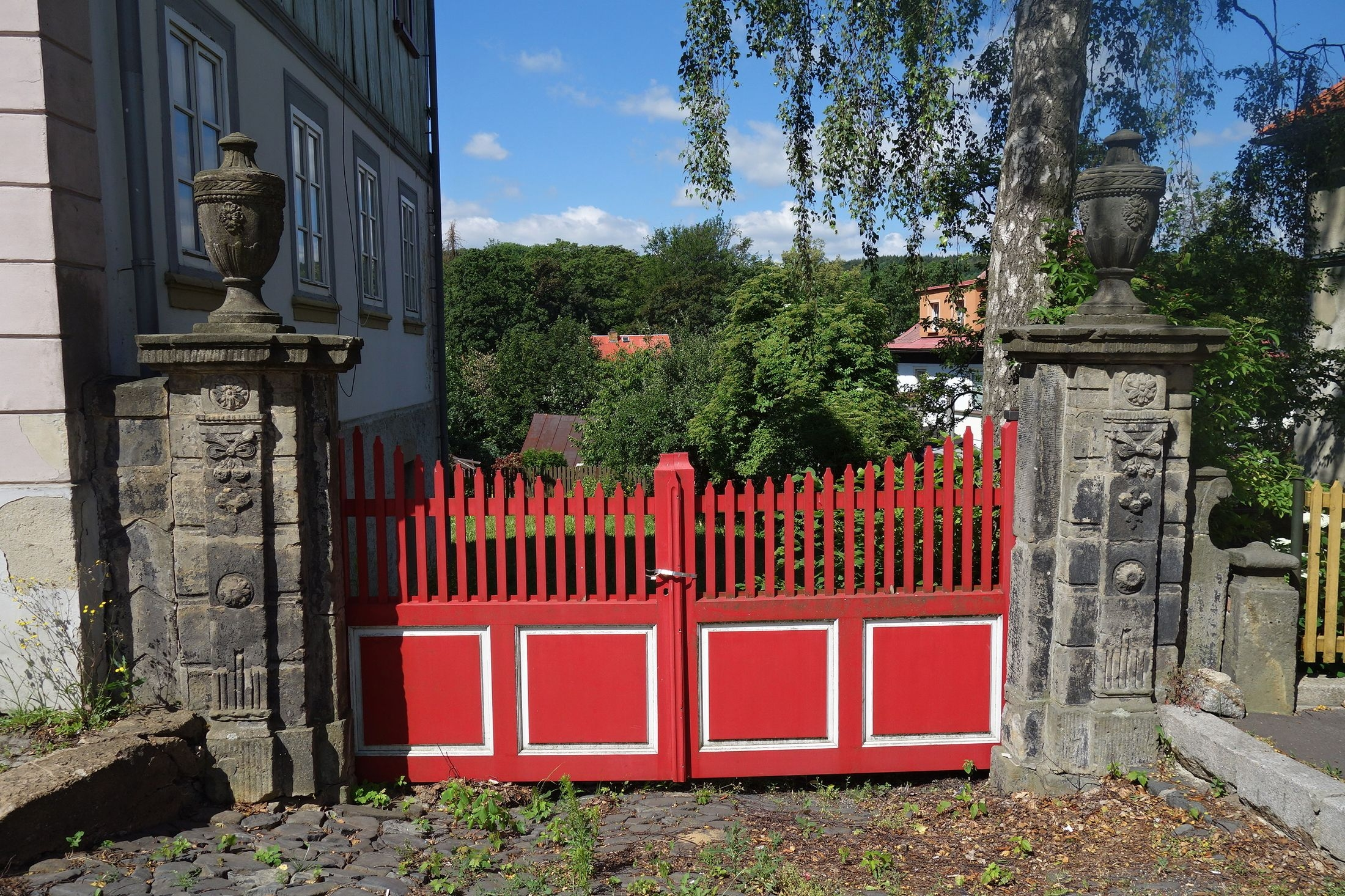
Detailní pohled na bránu s pískovcovými sloupky z Havlíčkovy ulice (rok 2017)